# Jedr El Moubghuen
Jedr El Moubghuen è uno dei due comuni del dipartimento di Rosso, situato nella regione di Trarza in Mauritania. Nel censimento della popolazione del 2000 contava 6.632  abitanti.